# Georg Alexander Mathéy

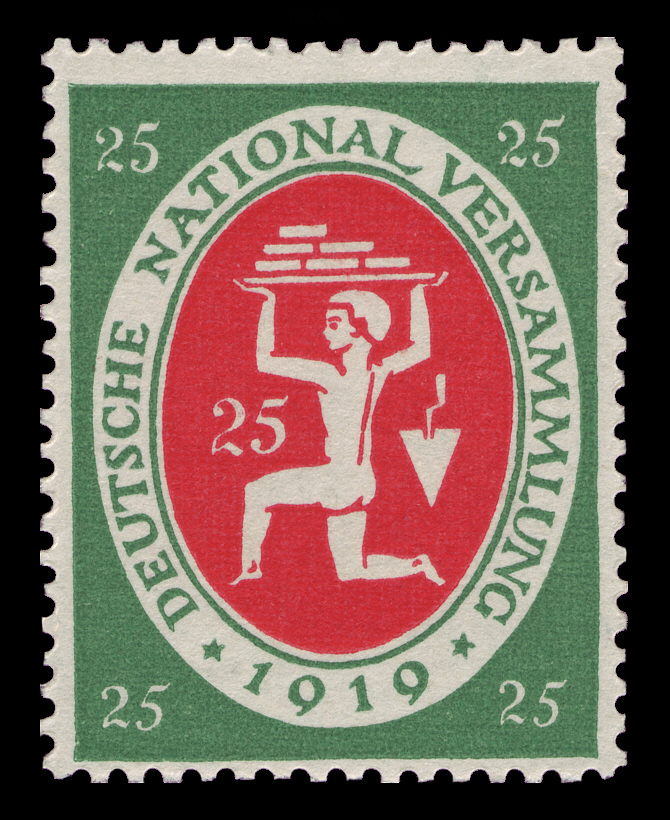
Briefmarke der Reichspost 1919

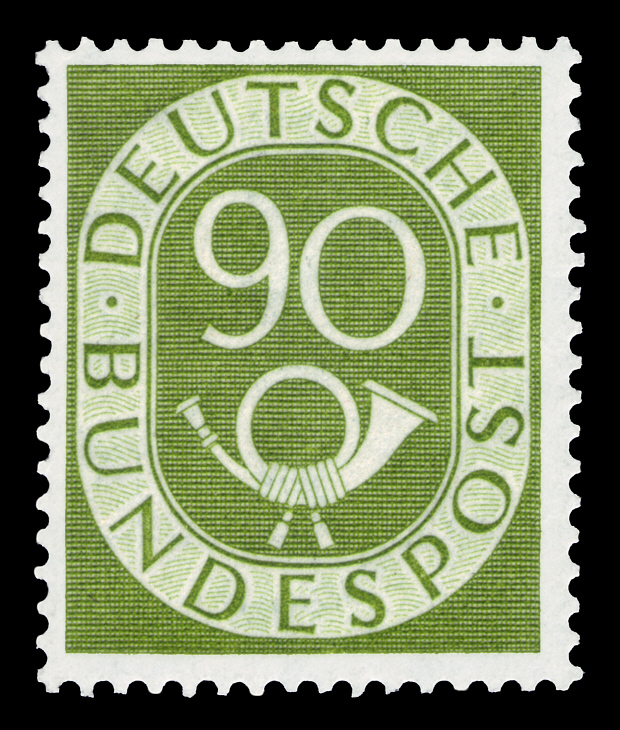
Briefmarke der Bundespost 1951

Georg Alexander Mathéy (* 13. September 1884 in Hermannstadt, Siebenbürgen; † 1. Januar 1968 in Buchendorf) war ein deutscher Grafiker und Gestalter.

## Leben
Nach dem Abitur studierte er Architektur an der Technischen Hochschule Budapest, später Malerei, Buchkunst und Graphik an der Staatlichen Kunstgewerbeschule in Berlin, wo er Meisterschüler des bekannten Buch- und Schriftkünstlers E. R. Weiss wurde. 1916 bis 1919 war er auf Veranlassung des Architekten Bruno Paul Lehrer an dieser Anstalt. 1920 wurde er von Walter Tiemann als Leiter der Werkstätten für Buch- und Steindruck an die Staatliche Akademie für graphische Künste und Buchgewerbe in Leipzig gerufen, wo er bis 1928 wirkte. Zwischen 1929 und 1940 lebte er in Griechenland, danach als freier Künstler wieder in Berlin. 1953 übernahm er die Leitung des neu gegründeten Klingspor-Museums in Offenbach am Main, das sich der Buchkunst widmete. Mathéy starb 1968.
Bereits 1919 entwarf er die ersten Briefmarken der Deutschen Reichspost, 1951 war er für den Entwurf des legendären Posthornsatzes verantwortlich. Der Porzellanhersteller Rosenthal brachte 1928 Mathéys Kaffeeservice 760 mit richtungsweisend schlichten Formen und Dekor heraus. 1936 entwarf Mathéy vier große Gemälde für eine Ausstellung des Pergamon-Museums anlässlich der Olympischen Spiele in Berlin; zwei dieser Gemälde mit Motiven antiker griechischer Stätten verbrannten später in seiner Berliner Werkstatt, die beiden anderen kaufte das Reichsluftfahrtministerium an, ihr heutiger Verbleib ist unbekannt. Einen Namen machte sich Mathéy jedoch in erster Linie mit seinen buchgestalterischen Arbeiten.
Mathéy heiratete 1919 in Berlin die Komtesse Ragnhild von Trampe, 1920 kam der Sohn Ragnar zur Welt. 1926 ehelichte er die griechische Pianistin Polyxene Roussopoulos, der gemeinsame Sohn Alexandros wurde 1937 geboren. In dritter Ehe heiratete er schließlich 1945 Irmgard Bruno, geb. Hespers, von der er 1946 einen weiteren Sohn bekam (Gregor Konstantin, gen. Kosta, Professor für Stadtentwicklung in Hamburg und Berlin).
Teile von Mathéys Nachlass befinden sich heute in der Badischen Landesbibliothek sowie im Stadtarchiv Offenbach.

## Grabstätte

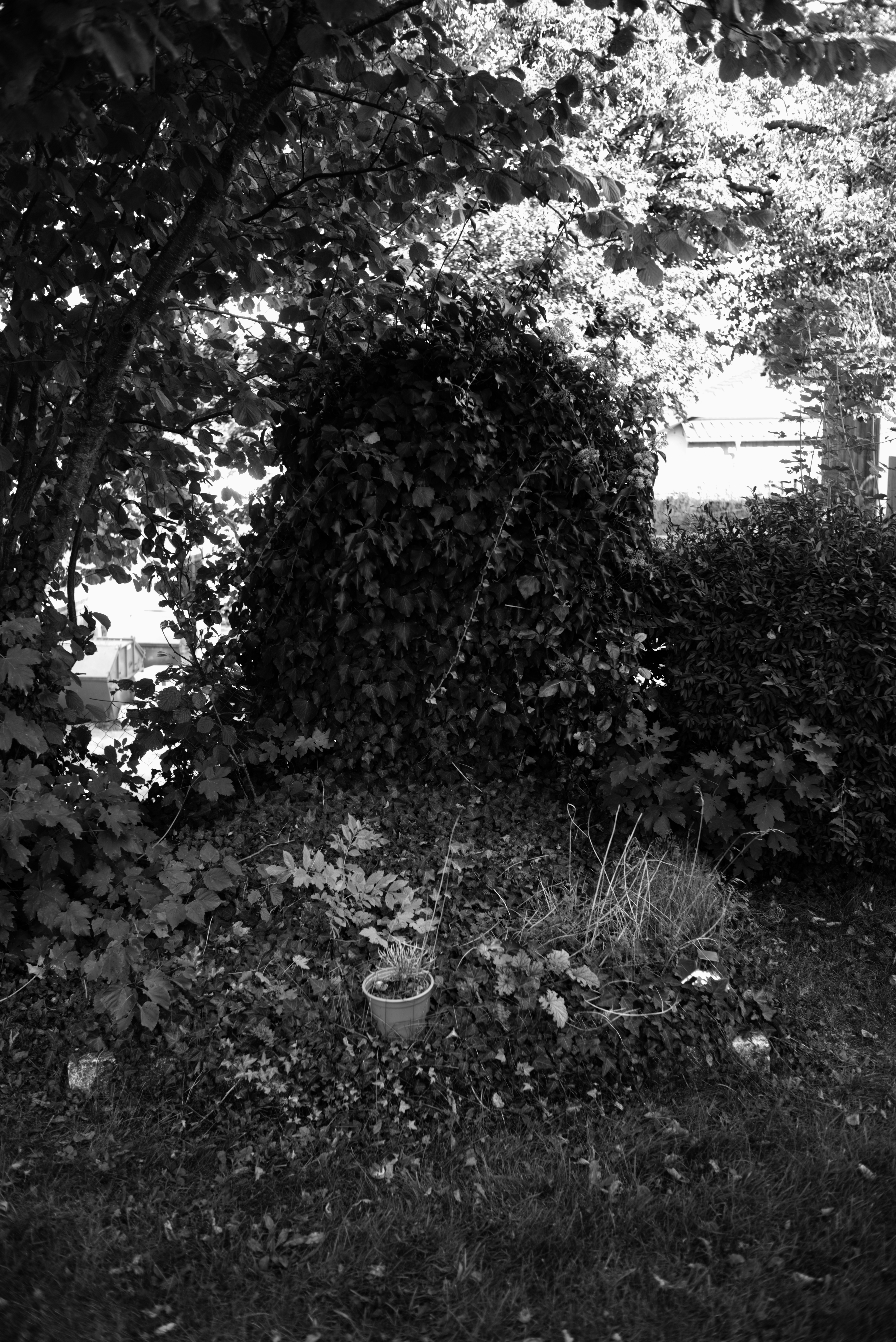
Grab Prof. Mathéy im Oktober 2023

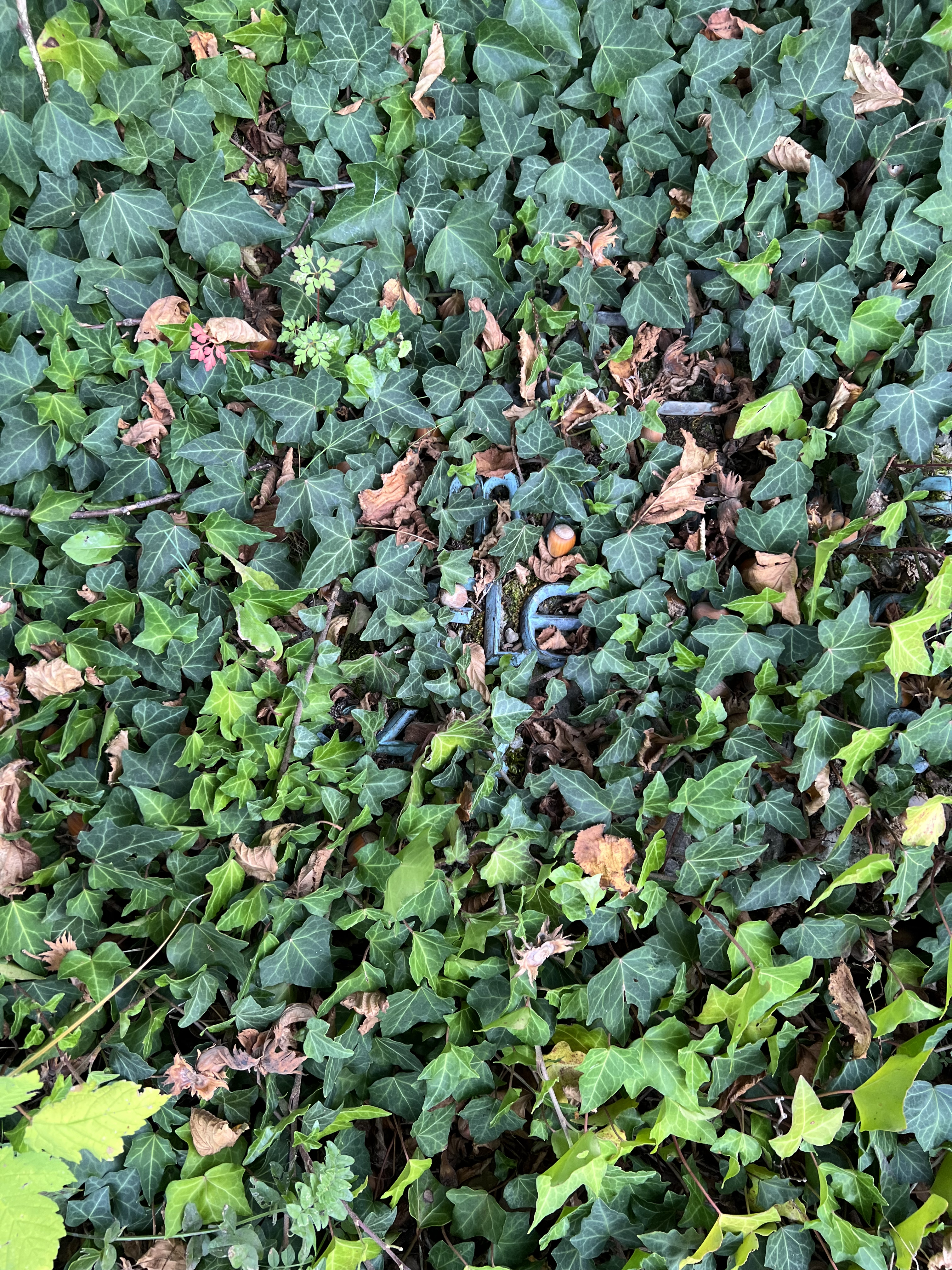
Die Grabplatte ist offensichtlich gut erhalten, jedoch unter dem Efeu kaum zu erkennen.

Prof. Mathéy wurde auf dem Friedhof von Buchendorf beigesetzt. Das Grab und das Grabmal sind noch vorhanden. Jedoch sind Grabstein und Grabplatte unter Efeu verborgen. (Stand Oktober 2023)

## Ehrungen
- Bundesverdienstkreuz 1. Klasse (11. April 1956)[6]